# Crucianella sabulosa
Crucianella sabulosa är en måreväxtart som beskrevs av Evgenii Petrovich Korovin och Ippolit Hippolit Mikhailovich Krascheninnikov. Crucianella sabulosa ingår i släktet Crucianella och familjen måreväxter. Inga underarter finns listade i Catalogue of Life.